# Sparkasse Landsberg-Dießen
Die Sparkasse Landsberg-Dießen ist ein öffentlich-rechtliches Kreditinstitut mit Sitz in Landsberg am Lech. Ihr Geschäftsgebiet ist der Landkreis Landsberg am Lech.

## Organisationsstruktur
Die Sparkasse Landsberg-Dießen ist eine Anstalt des öffentlichen Rechts. Rechtsgrundlagen sind das Bayerische Sparkassengesetz, die bayerische Sparkassenordnung und die durch den Träger der Sparkasse erlassene Satzung. Organe der Sparkasse sind der Vorstand und der Verwaltungsrat.
Die Sparkasse Landsberg-Dießen ist mit 29 Geschäftsstellen und SB-Geschäftsstellen im gesamten Landkreis vertreten. Die Kundenbetreuung erfolgt durch die Berater vor Ort. Diese werden durch die Experten der Hauptstelle im Finanzierungs-, Wertpapier- oder Versicherungsbereich unterstützt.

## Geschäftszahlen
Die Sparkasse Landsberg-Dießen betreibt als Sparkasse das Universalbankgeschäft. Die Sparkasse Landsberg-Dießen wies im Geschäftsjahr 2023 eine Bilanzsumme von 2,465 Mrd. Euro aus und verfügte über Kundeneinlagen von 1,968 Mrd. Euro. Gemäß der Sparkassenrangliste 2023 liegt sie nach Bilanzsumme auf Rang 202. Sie unterhält 29 Filialen/Selbstbedienungsstandorte und beschäftigt 335 Mitarbeiter.

## Gemeinnützige Aktivitäten
Das öffentlich-rechtliche Unternehmen hat im Jahr 2003 die „Stiftung der Sparkasse Landsberg-Dießen“ gegründet. Die Stiftung fördert verschiedene gemeinnützige Zwecke im Sparkassengeschäftsgebiet. Schwerpunkte sind die Bereiche Kultur, Soziales und Jugendsport. Das ursprüngliche Stiftungskapital von 400.000 Euro hat die Sparkasse inzwischen in Etappen auf einen Betrag von 4 Millionen Euro aufgestockt.
Bereits seit dem Jahr 2007 gibt es die von der Sparkasse Landsberg-Dießen ins Leben gerufene „Ein-Euro-Spenden-Aktion“, bei der jede Landkreisgemeinde pro Bürger einen Euro aus der Sparkassenstiftung als Spende erhält. Bei der Verwendung des Geldes werden die Vorschläge der Gemeinden berücksichtigt. Im Jahr 2011 wird diese Spendenaktion erstmals auch auf alle Schulen im Landkreis ausgeweitet. Auch die Schulen erhalten dabei je Schüler einen Euro. Die Vorschläge für die Verwendung des Geldes werden von den Schulleitern bei der Sparkasse eingereicht.

## Geschichte
Die Sparkasse der Stadt Landsberg wurde am 26. Oktober 1834 gegründet und nahm den Geschäftsbetrieb am 1. April 1835 auf. Einzahlungen waren nur zu bestimmten Zeiten in den Räumlichkeiten der Stadtverwaltung möglich. Die neue Einrichtung zur verzinslichen Kapitalanlage wurde von Einwohnern in Stadt und Land so intensiv genutzt, dass 1837 der Einlegerkreis auf das Stadtgebiet beschränkt wurde. Man wollte damit „Zinsgewinne von Nicht-Landsbergern“ verhindern. Im Jahr 1843 waren die Einlagen auf 200.000 Gulden, gehalten von 1.222 Sparern, angewachsen. Im Jahr 1871 wurden die Guthaben auf die neue Reichswährung Mark umgestellt. 1908 wechselte die Sparkasse in ihrer Buchführung auf ein Kontensystem. 1916 nahm das Institut den Giro- und Scheckverkehr auf. In Schondorf am Ammersee entstand im Jahr 1930 die erste Filiale der nunmehrigen Stadtsparkasse Landsberg a/Lech. Nach dem Zweiten Weltkrieg und der Währungsreform setzte ab 1948 mit dem Aufkeimen des Wirtschaftswunders eine kräftige Expansion im Geschäftsverkehr ein.
Im Jahr 1953 fusionierte die Stadtsparkasse Landsberg mit der Marktsparkasse Dießen zur Stadt- und Kreissparkasse Landsberg-Dießen. Träger wurde der „Zweckverband Sparkasse Landsberg-Dießen“, dem die Stadt Landsberg (Anteil: 50 Prozent), der gleichnamige Landkreis (20 Prozent) und der Markt Dießen am Ammersee (30 Prozent) angehören. In den 1970er Jahren erforderte vermehrter Geschäftsgang Erweiterungen der Hauptstelle in der Stadtmitte Landsbergs, das erste Mal 1972 und ein weiteres Mal sieben Jahre später. Bei ihrem 150-jährigen Jubiläum im Jahr 1984 verfügte das Kreditinstitut über eine Bilanzsumme von 889 Millionen DM, hielt Einlagen von 698 Millionen DM und hatte Kredite von 663 Millionen DM gewährt.298 Mitarbeiter in 22 Geschäftsstellen sorgten für die Geschäftsabwicklung. Im Jahr 1986 überschritt die Bilanzsumme die Marke von einer Milliarde DM, neun Jahre danach jene von zwei Milliarden DM.
Seit 1990 führt das Institut die heutige Bezeichnung Sparkasse Landsberg-Dießen. 1991 wurde die örtliche Filiale der Augsburger Fürst Fugger-Babenhausen Bank KG übernommen, die jene Bank wegen ihrer künftigen Konzentration auf das Geschäft mit vermögenden Privatkunden aus geschäftsstrategischen Gründen abgab. Mit hälftiger finanzieller Beteiligung förderte die Sparkasse 1992 den Bau des Ausgangs aus der Kavernengarage zum Hauptplatz in Landsberg. Nach der Jahrtausendwende erfolgten weitere bauliche Arrondierungen an der Hauptstelle. Im Jahr 2003 verkaufte die Stadt Landsberg der Sparkasse ihr angrenzendes, früheres Verwaltungsgebäude. Nach Umbau und Renovierung 2003/2004 bezog die Sparkasse Landsberg-Dießen im Jahr 2004 das Gebäude am Hauptplatz 1. Die Sparkassenhauptstelle liegt jetzt neben dem mittelalterlichen Schmalzturm, dessen Räumlichkeiten ebenfalls genutzt werden. Im Jahr 2006 ergab sich erneut eine Möglichkeit zur Erweiterung ihrer Zentrale durch den Erwerb eines Nachbargebäudes. Es wurde zum Immobiliencenter ausgebaut.
Im Jahr 2007 gründeten acht Sparkassen der Region um Augsburg, darunter auch die Sparkasse Landsberg-Dießen, das Unternehmen „S International Business“ in Augsburg, das für eine kompetente Abwicklung des ausgelagerten Auslandsgeschäftes sorgt. Bei der Feier ihres 175-jährigen Bestehens im Jahr 2009 verfügte die Sparkasse über eine Bilanzsumme von 1,51 Milliarden Euro, hatte Verbindlichkeiten an Kunden von 1,04 Milliarden Euro und an Nichtbanken gewährte Kredite von 0,94 Milliarden Euro in den Büchern stehen. 418 Mitarbeiter in 29 Geschäftsstellen einschließlich SB-Stellen waren mit der Geschäftsabwicklung befasst.